# Károlyi-kastély (Fehérvárcsurgó)
A fehérvárcsurgói Károlyi-kastély egy a 19. században, klasszicista és eklektikus stílusban épült kastély Fehérvárcsurgón, Fejér vármegyében. Az épületegyüttest a Károlyi családból származó Károlyi György építtette, tervezője Henrich Koch és Ybl Miklós építészek voltak. Az épületben jelenleg 23 szobás szálloda üzemel, de idegenvezetéssel látogatható.

## Története
A fehérvárcsurgói birtok első tulajdonosa 1691-től a Hochburg család volt, majd leányágon a Berényi, később a Perényi család örökölte. Feljegyzések szerint a mai kastély helyén már 1786 előtt állt Perényi Ignác báró barokk kastélya. 1834-ben a birtokot Perényi Imre elzálogosította Károlyi György grófnak, aki 1825-ben a reformországgyűlésen 40 000 forint felajánlásával egyik alapító tagja volt a Magyar Tudományos Akadémiának. 1853-ban a terület vásárlás útján végérvényesen a Károlyi családhoz került. A kastély építése 1844 és 1851 között Henrich Koch tervei alapján történt, aki az angol klasszicista stílusú pesti Károlyi palota átépítését is végezte. A Bécsben élő építészt Ybl Miklós képviselte, aki mint a Károlyi család építésze, a művezetéssel kapcsolatos tervezésben vett részt.
A kastély egyemeletes klasszicista épület, középrizalitos, timpanonnal ellátott. A kastély oldalán emelkedik 30 méter magasságú tornya, négy sarkán 1-1 fióktornyocskával, közöttük húzódó balusztráddal. A kastélyudvarban franciakertet alakítottak ki.
Károlyi György 1877-es halála után a kastélyt a másodszülött fiú, Viktor örökölte. 1888-ban a kastély tulajdonosa Károlyi Gyula, a Magyar Vöröskereszt Egylet szervezőjének és első elnöke lett. Az ő idősebbik fia volt Károlyi Mihály politikus, a fiatalabbik pedig Károlyi József, aki a jelenlegi vagyonkezelő, Károlyi György nagyapja volt. Károlyi József, Fejér vármegye és Székesfehérvár főispánja, országgyűlési képviselője nevéhez fűződik az épület díszudvar felőli homlokzatának, 1910 körüli eklektikus, barokk átalakítása, amely az U alak közepére tervezett, íves elliptikus bővítésével megváltoztatta a homlokzat összhatását. Ekkor került a középrészbe a könyvtárterem. Az uradalom utolsó birtokosa Károlyi István volt, aki a második világháború alatt a budapesti Madách Színház alapító-tulajdonosa volt. A második világháborút követően a kastélyt és a birtokot elvették a Károlyi családtól és kártalanítás nélkül államosították. 1946-tól a Fővárosi Gázművek üdülőként hasznosította. 1949-ben görög gyerekek menekültotthonának jelölték ki. Majd állami nevelőotthonként működött egészen az 1980-as évekig. 1979-ben leromlott állapota miatt kiürítették. 1995-ben a kastély a Műemlékek Állami Gondnoksága (MÁG) kezelésébe került. 1997-ben a Párizsban élő Károlyi György által létrehozott Károlyi József Alapítvány és a MÁG együttműködési szerződést kötött a kastély közös felújítására és hasznosítására. Jelenleg a kastélyban működő kulturális találkozóközpont az Európai Kulturális Találkozóközpontok Hálózatának tagja. A kulturális funkciók kiegészítésére és azok „eltartása” érdekében a kastély célja a turisztikai áramlatokba való illeszkedés a szállodai és vendéglátási részlegek segítségével. Ez a terv 1995-ben elnyerte az UNESCO Kulturális Világörökség Évtizedének emblémáját. Az alapítvány tudományos és kulturális tevékenységével egy időben a Károlyi Kastély Fejlesztő és Üzemeltető Zrt. a kastély rendezését folyamatosan végzi.

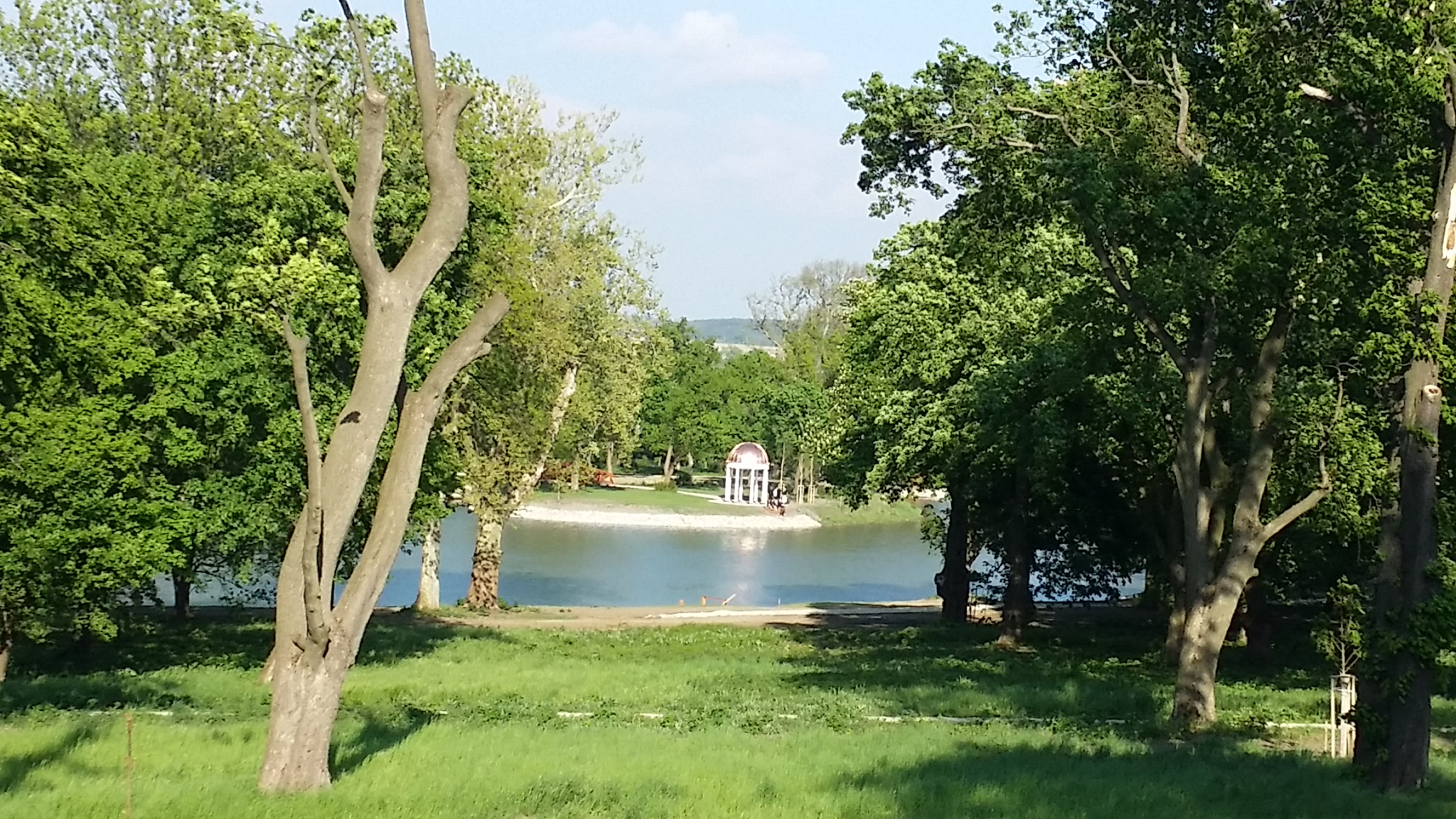
A park felújítása megkezdődött

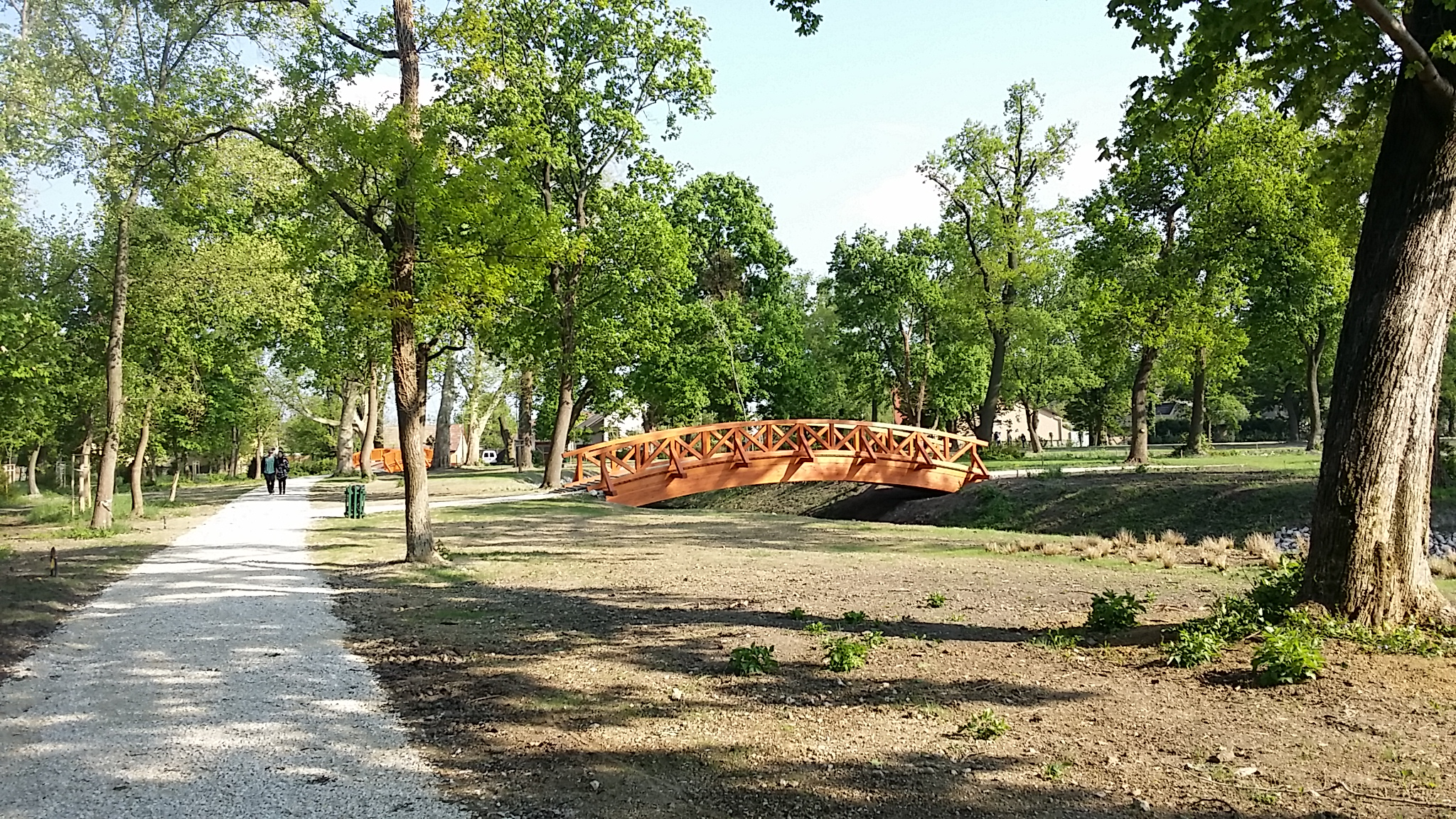
A kastélypark

A kastély egész évben nyitva áll a látogatók számára, állandó és időszaki kiállításokat lehet megtekinteni, részt venni. Állandó programok között szerepel a márciusban megrendezésre kerülő, változatos témákat érintő nemzetközi konferencia. A magyar előadók mellett a téma nemzetközi szakértői is felszólalnak. Tavasszal az Európai Dísznövény és Kertművészeti Napok kerül megrendezésre, melyen a magyarországi kertészetek képviselőivel lehet találkozni, illetve európai országok kertművészete is megismerhető. Szeptemberi program a Quartettissimo Európai Vonósnégyes Fesztivál, melyen magyar és külföldi vonósnégyesek előadásait lehet meghallgatni. Nagy népszerűségnek örvend a nyáron és télen egy-egy alkalommal megrendezett gyertyafényes koncert is.
Fejtő Ferenc, Franciaországban élő író halála előtt a fehérvárcsurgói Károlyi-kastélynak adományozta több ezer kötetből álló könyvtárát, köztük saját műveit is.
A kastélyban került elhelyezésre Vajay Szabolcs elismert történész, a genealógia és heraldika kutatójának a könyvhagyatéka. Magyar és európai családtörténetre vonatkozó alapdokumentumok mellett levéltári jellegű anyagok (levelezés, jegyzetek, kéziratok stb.) a kastély díszkönyvtárában találhatóak meg.

## A kastélypark
A park 40 hektáros arborétum jellegű. Több, mint 150 éves fenyők, hársak, tölgyek és gesztenyék találhatók itt, valamint tó, sétányok és hidak. 2014-ben uniós források felhasználásával, mintegy 240 millió forintból megkezdődött a kastélypark felújítása. A felújítás első ütemében megújul a park központi része, fákat, cserjéket telepítenek, megvalósul a korábban kiszáradt tó rekonstrukciója, valamint újjá építik a hidakat és a kerti pavilonokat.

### A kastély felújítása a Nemzeti Kastélyprogram keretében
A kastély "A fehérvárcsurgói Károlyi-kastély turisztikai célú fejlesztése" című projekt keretében 1.5 milliárd forint európai uniós (GINOP-7.1.1-15-2016-00017) forrásból újul meg.
Projekt célja olyan minőségi, komplex turisztikai termék kialakítása, – összhangban a Kulturális Találkozó Központok Nemzetközi Kartájában foglaltakkal – amely a térség turisztikai vonzerejét jelentősen megnöveli, hozzájárulva a régió arculatának alakításához, a régió markáns turisztikai fogadóhelyszínévé válva. Emellett cél a kapcsolódás a Nemzeti Kastélyprogram komplex hálózatos fejlesztési kitűzéseihez, azaz a kastély attrakcióinak olyan irányú fejlesztése, hogy az egyes hálózatos együttműködéseknek köszönhetően a régió egészében olyan turisztikai elemek kihasználtságát erősítsük, mint pl. a lovasturizmus, a zeneturizmus vagy a klasszikus művészettörténeti turizmus elemei.
A projekt keretén belül felújításra kerül az egykori istállóépület és környezete, ahol családtörténeti, kastélytörténeti és zenetörténeti kiállítás, rendezvényterem, kávézó és élménykert kerül kialakításra, valamint a kastély főépületében történeti játéktér, gyerekfoglalkoztató, történeti enteriőrök és új családtörténeti kiállítás kerül kialakításra.

## Galéria

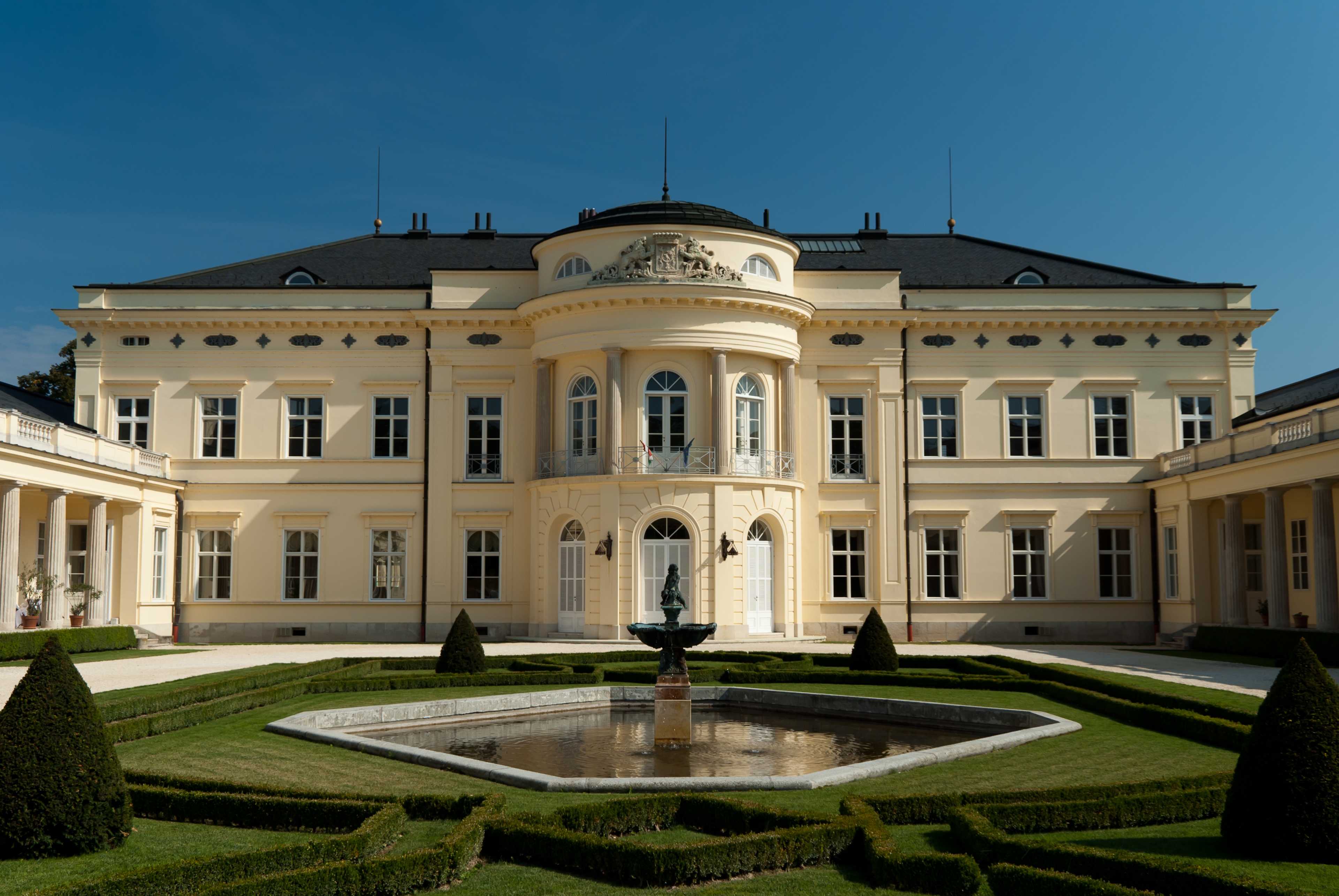
A főbejárat és az előtte található parkos udvar
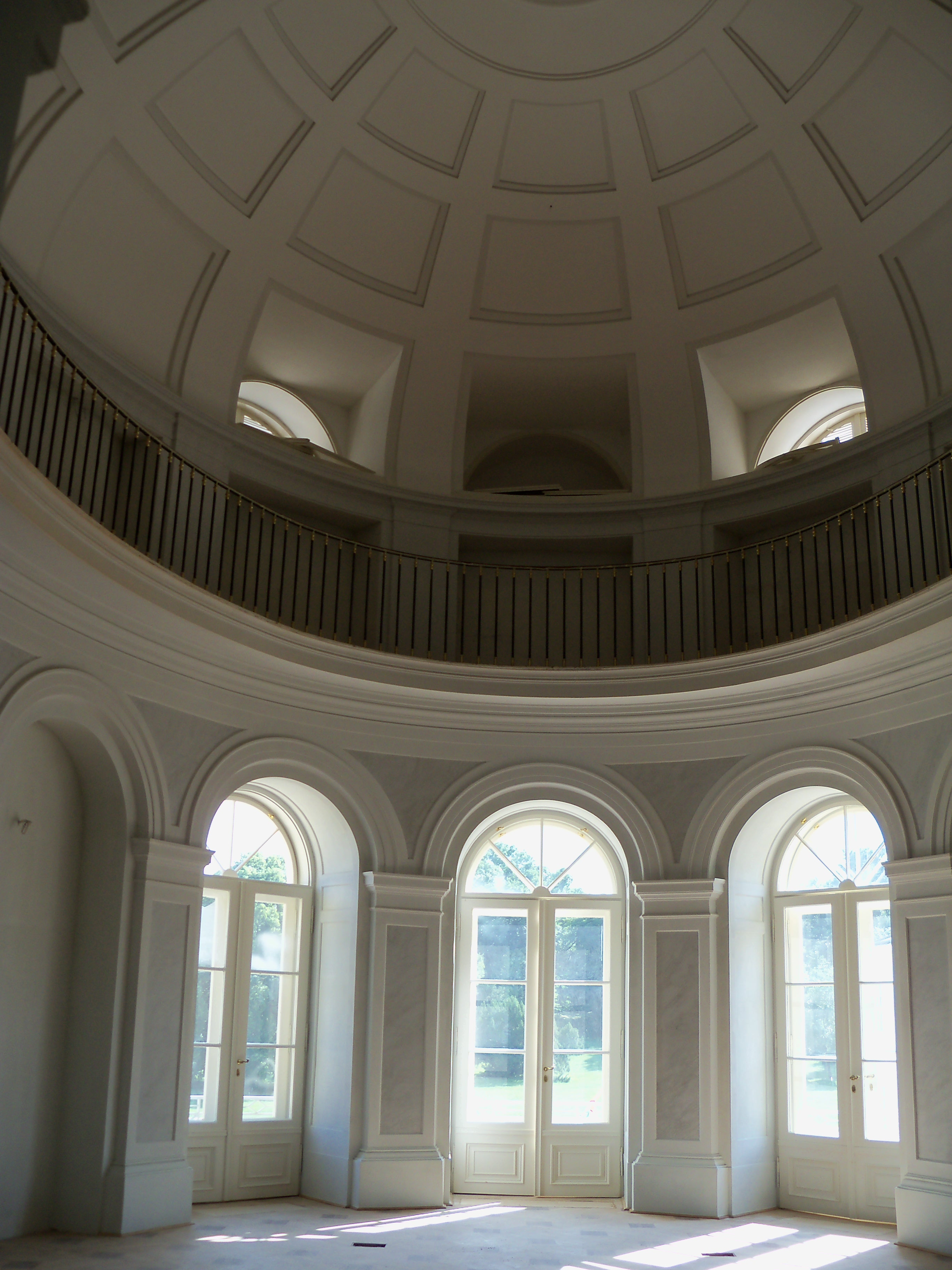
A kastély belső terének egy részlete
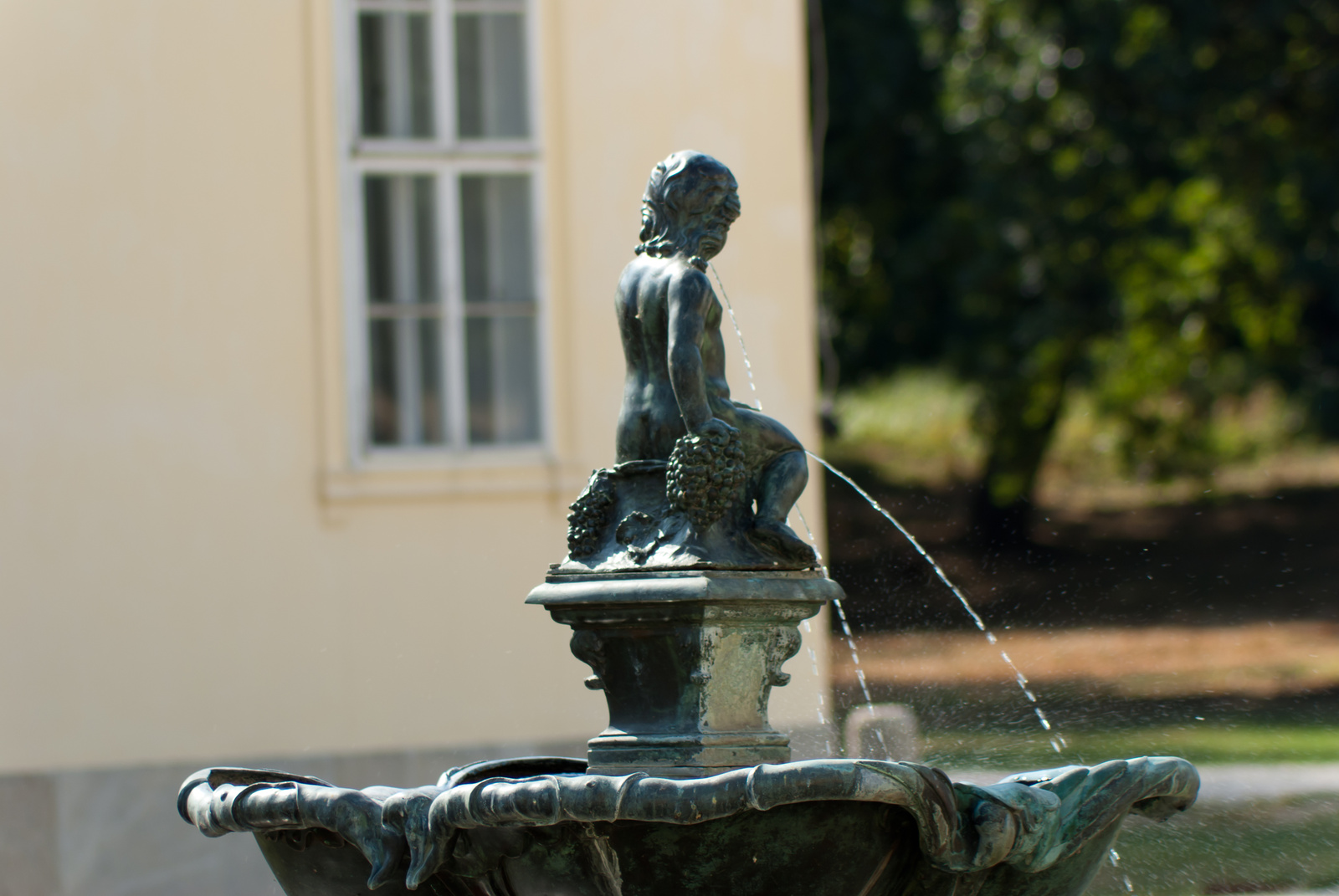
A főbejárat előtt található park szökőkútja
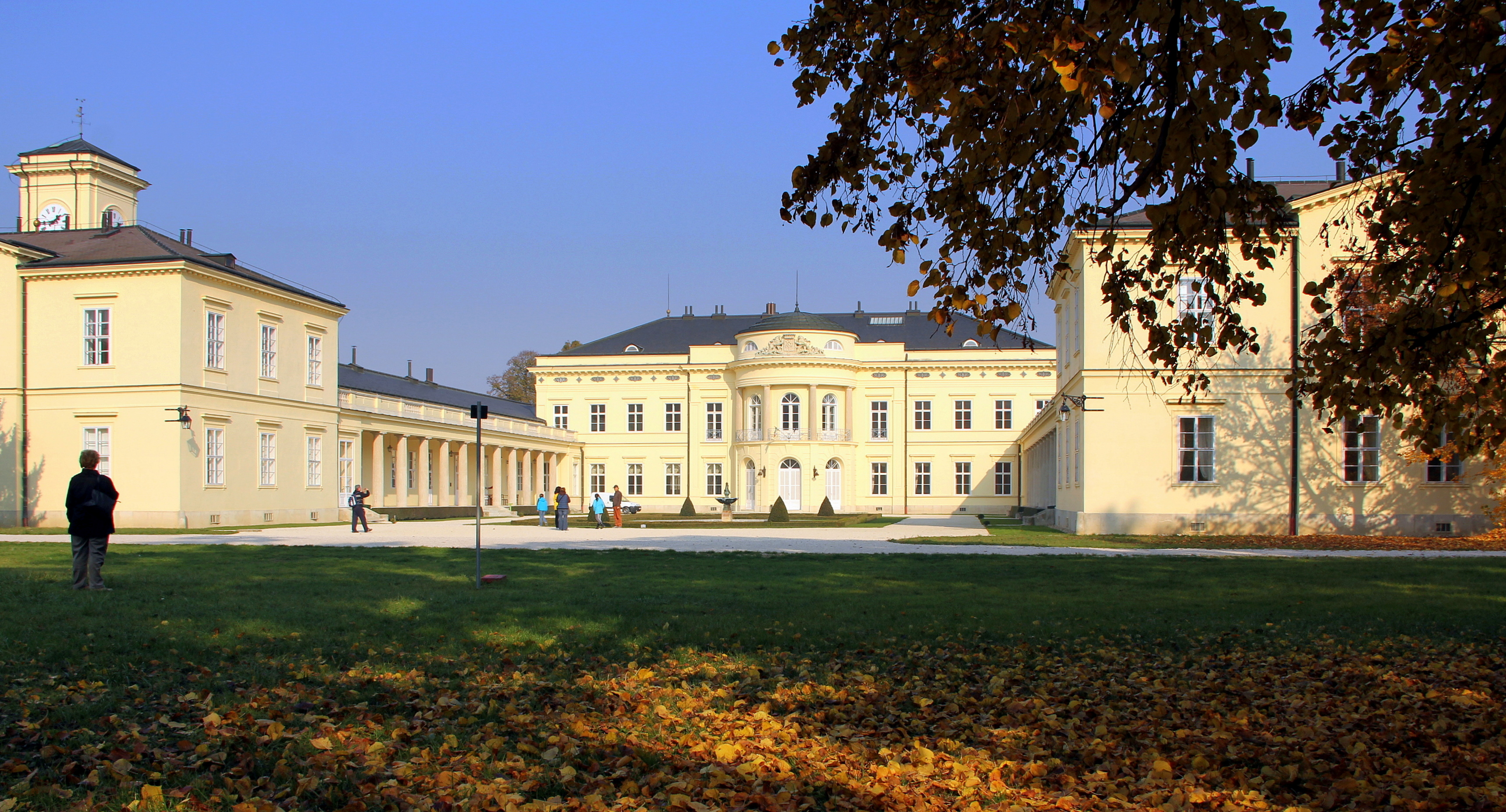
A kastély a parkból szemlélve